# Metilia Donata
Metilia Donata est une femme médecin de la Gaule romaine.

## Description
Metilia Donata n'est connue que par les dernières lignes d'une inscription dont on a retrouvé seulement le bloc du bas lors de travaux dans l'église Saint-Irénée de Lyon ; c'est la deuxième femme médecin romaine dont on connait l'existence à Lyon,.
Le monument découvert à son nom mentionne qu'elle en a fait don à ses frais, ce qui montre un niveau social élevé pouvant provenir d'un statut d'enseignante.

### Bloc et son inscription

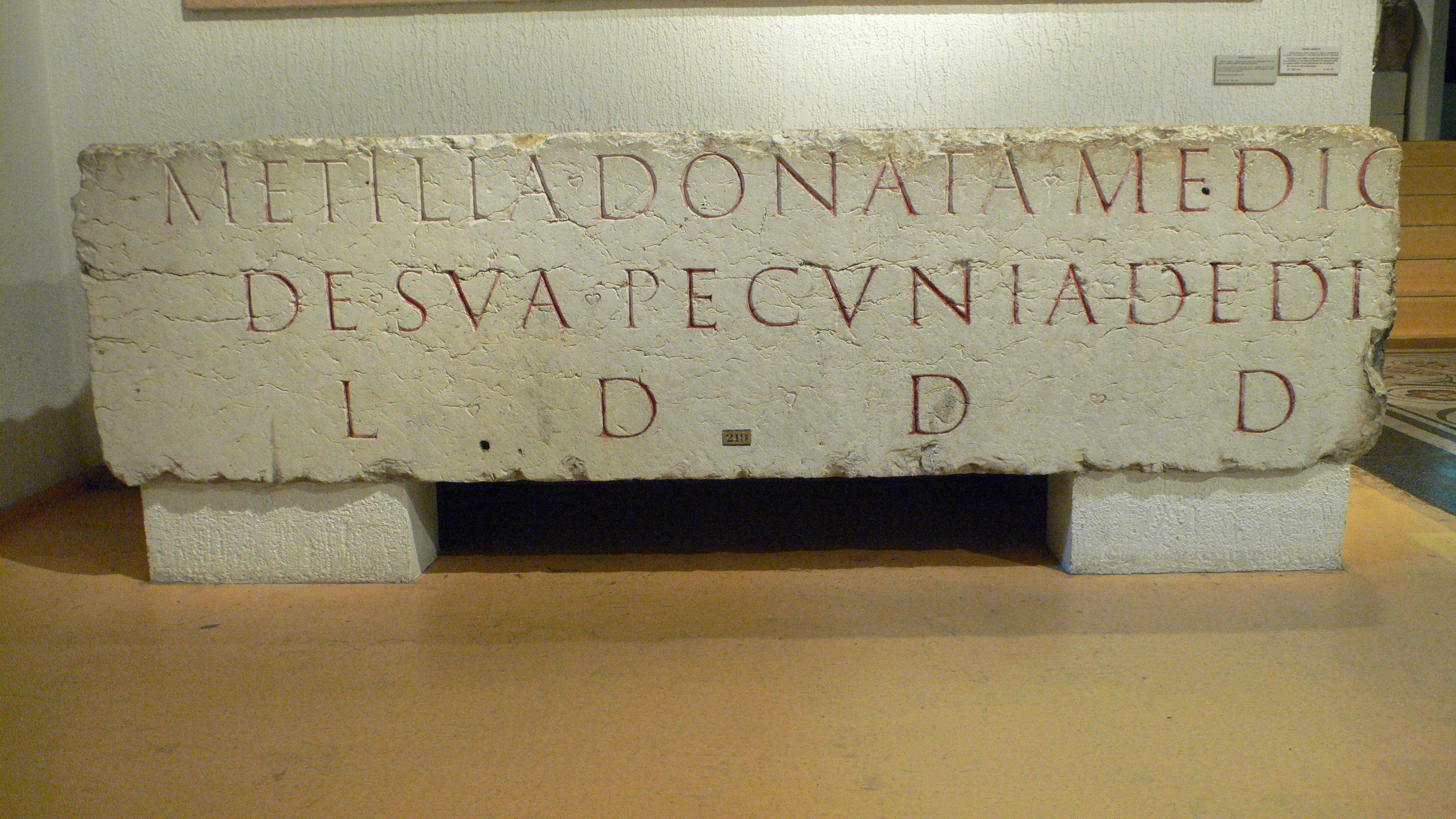
Dédicace à Metilia Donata, femme exerçant la médecine (musée Lugdunum).

Le bloc en calcaire dur, taillé et gravé, était accompagné d'un autre bloc identique formant une dédicace. Il donne en deuxième partie :
« 
METILIA DONATA MEDIC
DE SVA PECVNIA DEDIT
L. D. D. D.
 »
Ce que l'on peut traduire, à propos du monument, par : « Metilia Donata, qui exerçait la médecine, fit élever à ses frais sur un emplacement concédé par les magistrats ».